# Equazione di stato (cosmologia)
In cosmologia, l'equazione di stato di un fluido perfetto individua un numero adimensionale {\displaystyle w} dato dal rapporto fra la sua pressione {\displaystyle p} e la sua densità energetica {\displaystyle \rho }: 
{\displaystyle w\equiv {\frac {p}{\rho }}} .
Essa è strettamente legata all'equazione di stato della termodinamica e all'equazione di stato dei gas perfetti. 

## Equazione
L'equazione di stato dei gas perfetti può essere scritta come 
{\displaystyle p=\rho _{m}RT=\rho _{m}C^{2}}
dove {\displaystyle \rho _{m}} è la densità di massa, {\displaystyle R} è la costante dei gas, {\displaystyle T} è la temperatura e {\displaystyle C} è la velocità termica delle molecole ({\displaystyle C={\sqrt {RT}}}). Si sostituisce 
{\displaystyle w\equiv {\frac {p}{\rho }}={\frac {\rho _{m}C^{2}}{\rho _{m}c^{2}}}={\frac {C^{2}}{c^{2}}}\approx 0}
dove {\displaystyle c} è la velocità della luce, {\displaystyle \rho =\rho _{m}c^{2}} e {\displaystyle C\ll c} per un gas "freddo". 

### Equazioni FLRW e l'equazione di stato
L'equazione di stato può essere usata nelle equazioni di Friedmann per descrivere l'evoluzione di un universo isotropico riempito con un fluido perfetto. Se {\displaystyle a} è il fattore di scala allora 
{\displaystyle \rho \propto a^{-3(1+w)}.}
Se il fluido è la forma dominante di materia in un universo piatto allora 
{\displaystyle a\propto t^{\frac {2}{3(1+w)}},}
dove {\displaystyle t} è il tempo proprio. 
In generale, l'equazione di accelerazione di Friedmann è 
{\displaystyle 3{\frac {\ddot {a}}{a}}=\Lambda -4\pi G(\rho +3p)}
dove {\displaystyle \Lambda } è la costante cosmologica e {\displaystyle G} è la costante di Newton e {\displaystyle {\ddot {a}}} è la derivata seconda rispetto al tempo proprio del fattore di scala. 
Se si definisce (ciò che potrebbe essere chiamato "efficace") la densità di energia e la pressione come 
{\displaystyle \rho ^{\prime }\equiv \rho +{\frac {\Lambda }{8\pi G}}}
{\displaystyle p^{\prime }\equiv p-{\frac {\Lambda }{8\pi G}}}
e 
{\displaystyle p^{\prime }=w^{\prime }\rho ^{\prime }}
l'equazione dell'accelerazione può essere scritta come 
{\displaystyle {\frac {\ddot {a}}{a}}=-{\frac {4}{3}}\pi G\left(\rho ^{\prime }+3p^{\prime }\right)=-{\frac {4}{3}}\pi G(1+3w^{\prime })\rho ^{\prime }}

### Particelle non relativistiche
L'equazione di stato per la materia ordinaria non relativistica (es. polvere fredda) è {\displaystyle w=0}, il che significa che la sua densità di energia diminuisce di {\displaystyle \rho \propto a^{-3}=V^{-1}}, dove {\displaystyle V} è un volume. In un universo in espansione, l'energia totale della materia non relativistica rimane costante, con la sua densità che diminuisce all'aumentare del volume. 

### Particelle ultra-relativistiche
L'equazione di stato per la "radiazione" ultra-relativistica (compresi i neutrini e, nell'universo primordiale, altre particelle che in seguito sono diventate non relativistiche) è {\displaystyle w=1/3} il che significa che la sua densità di energia diminuisce di {\displaystyle \rho \propto a^{-4}} . In un universo in espansione, la densità di energia della radiazione diminuisce più rapidamente dell'espansione del volume, poiché la sua lunghezza d'onda subisce il redshift gravitazionale . 

### Accelerazione dell'inflazione cosmica
L'inflazione cosmica e l'espansione accelerata dell'universo possono essere caratterizzate dall'equazione dello stato dell'energia oscura . Nel caso più semplice, l'equazione di stato della costante cosmologica è {\displaystyle w=-1} . In questo caso, l'espressione sopra per il fattore di scala non vale e bisogna scriverla così: {\displaystyle a\propto e^{Ht}}, dove la costante H è la costante di Hubble . Più in generale, l'espansione dell'universo sta accelerando per qualsiasi equazione di stato dove {\displaystyle w<-1/3} . L'espansione accelerata dell'Universo fu effettivamente osservata. In accordo con le osservazioni, il valore dell'equazione dello stato della costante cosmologica è vicino a -1. 
L'ipotetica energia fantasma avrebbe un'equazione di stato {\displaystyle w<-1} e causerebbe il cosiddetto Big Rip (o Grande Strappo). Tuttavia i dati attuali ci portano a pensare che  {\displaystyle -1\leq \omega \leq -1/3}. 

### Fluidi
In un universo in espansione, i fluidi con {\displaystyle \omega }  più grandi scompaiono più rapidamente di quelli con  {\displaystyle \omega }  più piccole. Questa è l'origine del problema della piattezza e dei problemi dei monopoli magnetici: la curvatura ha {\displaystyle w=-1/3} e monopoli magnetici hanno {\displaystyle w=0}, quindi se fossero stati presenti al tempo del Big Bang, dovrebbero essere visibili tutt'oggi. Questi problemi sono risolti dall'inflazione cosmica che ha {\displaystyle w\approx -1} . Misurare l'equazione dello stato dell'energia oscura è uno dei maggiori sforzi della cosmologia osservativa. Misurando accuratamente {\displaystyle w}, si spera che la costante cosmologica possa essere distinta dalla quintessenza, che ha {\displaystyle w\neq -1} . 

### Modellazione scalare
Un campo scalare {\displaystyle \phi } può essere visto come una sorta di fluido perfetto con equazione di stato 
{\displaystyle {w={\frac {{\frac {1}{2}}{\dot {\phi }}^{2}-V(\phi )}{{\frac {1}{2}}{\dot {\phi }}^{2}+V(\phi )}},}}
dove {\displaystyle {\dot {\phi }}} è la derivata temporale di {\displaystyle \phi } e {\displaystyle V(\phi )} è l'energia potenziale. Un campo scalare libero ({\displaystyle V=0}) ha {\displaystyle w=1} e uno con l'energia cinetica che svanisce equivale a una costante cosmologica: {\displaystyle w=-1} . Qualsiasi equazione di stato nel mezzo (ma non oltre il {\displaystyle w=-1}, la barriera nota come Phantom Divide Line (PDL), è realizzabile, il che rende i campi scalari utili modelli per molti fenomeni della cosmologia. 